# Liste der Kulturdenkmäler in Schweighausen
In der Liste der Kulturdenkmäler in Schweighausen sind alle Kulturdenkmäler der rheinland-pfälzischen Ortsgemeinde Schweighausen aufgeführt. Grundlage ist die Denkmalliste des Landes Rheinland-Pfalz (Stand: 8. Dezember 2023).

## Einzeldenkmäler
| Bezeichnung              | Lage                                           | Baujahr                            | Beschreibung                                                                           | Bild |
| ------------------------ | ---------------------------------------------- | ---------------------------------- | -------------------------------------------------------------------------------------- | ---- |
| Kriegerdenkmal           | Braubacher Straße, neben Nr. 6 Lage            | erste Hälfte des 20. Jahrhunderts  | Kriegerdenkmal 1914/18 in Grünanlage                                                   | BW   |
| Wohnhaus                 | Kirchstraße 2 Lage                             | 18. Jahrhundert                    | Wohnhaus, teilweise verschiefert, Zierfachwerk des 18. Jahrhunderts, Kniestock um 1900 | BW   |
| Evangelische Pfarrkirche | Kirchstraße 3 Lage                             |                                    | romanischer Westturm, Schiff 1877                                                      | BW   |
| Wohnhaus                 | Nassauer Straße 5 Lage                         | zweite Hälfte des 18. Jahrhunderts | Fachwerkhaus, zweite Hälfte des 18. Jahrhunderts                                       | BW   |
| Wegekreuz                | nördlich des Ortes an der Straßenkreuzung Lage |                                    | kleines steinernes Balkenkreuz, wohl mittelalterlich                                   | BW   |